# Ator

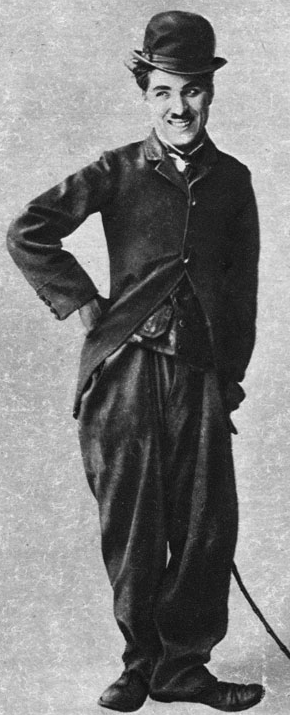
Charlie Chaplin, um icônico ator e diretor de cinema americano do início da era de Hollywood

Nas artes cénicas, ator ou atriz (AO 1945: actor ou actriz) é uma pessoa que interpreta e representa uma ação dramática baseando-se em textos, estímulos visuais, sonoros e outros, previamente concebidos por um autor ou criados através de improvisações individuais ou coletivas; utiliza-se de recursos vocais, corporais e emocionais, apreendidos ou intuídos, com o objetivo de transmitir ao espectador o conjunto de ideias e ações dramáticas propostas; pode utilizar-se de recursos técnicos para manipular bonecos, títeres e congéneres; pode interpretar sobre a imagem ou a voz de outrem; ensaia procurando aliar a sua criatividade à do encenador; atua em locais onde se apresentam espetáculos de lazer públicos e/ou nos demais veículos de comunicação.

## Etimologia
A palavra "ator" vem do latim actor, -oris, que tinha sentidos como "administrador", "advogado", "condutor", "executante", "fazedor", "intérprete", "orador" e "queixoso". Em sentido mais amplo, o termo designava aquele que age, que faz, que obra e que representa.